# Rio Costineţiu
O Rio Costineţiu é um rio da Romênia, afluente do Danúbio, localizado no distrito de Mehedinţi.